# Эдил
Эди́л (лат. aedilis; от aedes — «храм») — в древности одна из должностей магистратов Рима.

## Из истории социально-политического института
Имя «aediles» произведено от «aedes» и доказывает отношение этой магистратуры к постройкам вообще или к храмам (а может быть, к одному какому-либо храму) в частности. Возникновение эдилитета в римском государственном строе (вне Рима, в Италии эдилитет мог существовать и раньше и иметь общеадминистративное значение; см. ниже) преданием, вероятно — правильно, относится к тому времени, когда плебс в своей борьбе с патрициатом добился законного признания своих представителей и защитников — народных трибунов. Весьма возможно, что трибуны, как представители городского плебса в его делениях на четыре сервиевы трибы, существовали и раньше; весьма вероятно, что такое же неофициальное существование имели тогда и эдилы. В момент своего официального признания эдилы имеют значение помощников трибунов в ограждении интересов плебса, исполнителей их предписаний в судебно-коэрциционной деятельности и вместе с тем хранителей плебейского архива в плебейском храме Цереры, Либеры и Либерты на Авентине — положение совершенно аналогичное положению квестуры при консулате. Эти функции, однако, не объясняют имени, которое, как и имя трибунов, естественнее всего предполагать существовавшим в организации плебейства до создания трибуната.
Возможно, потому, что эдилы первоначально были представителями плебса, заботившимися о поддержании и материальном обеспечении плебейских культов и, специально, единственного плебейского храма (aedes) Цереры, Либеры и Либерты — этой антикапитолийской триады. Забота о постройках и о культе позднее вошла в компетенцию эдилов как общегосударственной магистратуры именно в силу выработавшегося уже в этом отношении навыка. Как помощникам трибунов, имевшим самостоятельную власть и связанным общей с трибунами заклятостью (лат. sacrosanctitas), эдилам необходимо было быть ознакомленными со всем тем, чего добивался плебс; в силу этого они сделались хранителями плебейского архива. С другой стороны, они должны были постоянно быть среди плебса в его делах и столкновениях на улицах, на рынках и т. д., чтобы всегда быть наготове вступиться за обиженных. Как доверенные плебса, эдилы не могли не сделаться арбитрами в целом ряде споров; государству естественно было воспользоваться их опытом и авторитетом в делах, наиболее близких большинству населения, — в делах благоустройства города (площадей, улиц, рынков). В 463 году до н. э. эдилы по поручению патрицианских магистратов исполняют полицейские обязанности, позже стоят на страже против чужеземных культов, с 438 года до н. э. заботятся о хлебе.
Тенденцию превратиться в общегосударственных магистратов они обнаруживают в особенности тогда, когда ряд побед плебса делает менее важным постоянное личное вмешательство трибунов и эдилов для защиты интересов каждого плебея в отдельности. Для трибуната и плебса эдилитет, как чисто плебейское представительство, становится безразличен. Превращение его в общегосударственную магистратуру в разгар борьбы плебса и патрициата (в 367 году до н. э.) не обходится, однако, без стремления патрициата выделить для себя хоть часть новообразуемой в применении к плебейскому учреждению магистратуры: наряду с двумя плебейскими эдилами (aediles plebis или plebei) появляется два курульных эдила (aediles curules). Численность образовавшейся таким образом коллегии была увеличена только Юлием Цезарем в 44 году до н. э. путём присоединения двух новых эдилов — aediles ceriales. С этого времени число 6 становится постоянным. Отличия эдилов курульных от плебейских касались не столько компетенции, сколько состава, выбора и инсигниев: плебейские эдилы выбирались всегда исключительно из лиц плебейского сословия, курульные (согласно Титу Ливию и сохранившимся данным о действительном составе коллегий) — из патрициев и плебеев попеременно до I века до н. э., когда устанавливается обычай давать эдилитет только плебеям. Этому обычаю следует и Цезарь, требуя плебейства от своих aediles ceriales. Соответственно своему плебейскому характеру эдилы выбираются изначала в собраниях плебса (concilia plebis, уже в 471 году до н. э.), по предложению народного трибуна, а курульных эдилов выбирают трибутные комиции.
Военной властью эдилы — как плебейские, так и курульные — не обладают. О первоначальном плебейском представительстве свидетельствует и то, что общемагистратских инсигний и прав плебейские эдилы не имеют: ни магистратский стул, ни фасции, ни ликторы, ни одежда, ни jus imaginum им не усвоены. Наоборот, курульные эдилы имеют все отличия магистратуры, за исключением ликторов. Сделавшись общегосударственной магистратурой, эдилитет постепенно входит в certus ordo magistratuum, занимая место выше квестуры, но ниже претуры. Более чем вероятно, однако, что обязательным отправление эдилитета не было никогда и только связь с народной массой и возможность влиять на неё путём организации игр и городского довольствия заставляли членов привилегированных сословий искать этой магистратуры. Внешнее различение обеих эдильских коллегий сказывалось и в том, что у каждой была своя касса, своя канцелярия, вероятно — свой архив. Всё это, однако, не свидетельствует о строгом разграничении компетенции: границы между эдилами плебейскими и курульными в этом отношении провести невозможно; не проводит её и Цицерон.
Надзор за городом (cura urbis) состоял главным образом в наблюдении за хорошим состоянием улиц и площадей и находившихся на них фонтанов, за благоустройством храмов, за нестеснённостью уличного движения, за частными предприятиями, назначенными для общественных нужд (банями, трактирами, ресторанами, постоялыми дворами, публичными домами и т. п.). Следят эдилы также за чистотой старого культа и устраняют новые, недозволенные. Словом, порядок и благоустройство в городе — их главная задача. Средства для достижения цели у них те же, что и у остальных магистратов, то есть коэрциция (принуждение, исполнение наказаний), состоящая в телесном воздействии (главным образом, на несвободных), уничтожении части имущества (pignoris capio) и штрафах. Последние — средство, наиболее часто применяемое, — нередко вели к апелляции народному собранию, причём эдилы фигурировали как магистраты, председательствовавшие в народных собраниях (по трибам) с судебными целями (юдикация).
Забота о продовольствии города (cura annonae) носила троякий характер:
1. надзор за рынками, то есть свежестью и доброкачественностью провизии, её ценностью, правильностью мер и весов и прочее; всё это, поскольку оно приводило к спорам, вело за собой коэрцицию со стороны эдилов. Некоторые споры частных лиц подлежали и юдикации эдилов;
2. надзор за рынками вызывал заботу о правильном подвозе съестных припасов, преимущественно хлеба — в высшей степени ответственная и трудная задача при неудовлетворительности средств подвоза и небезопасности торговых сношений;
3. наконец, забота о подвозе хлеба повлекла за собой исполнение поручений сената по закупке и фрументации — раздаче хлеба населению города. При Цезаре cura annonae перешла к aediles ceriales.

Устройство годовых игр (cura ludorum) относится к области развития заботы о культовом благоустройстве. Первоначально эдилы выступают здесь как помощники консулов (ludi Romani), организуя игры чисто плебейские (ludi plebei и ceriales). К их же компетенции относятся и игры в честь матери богов (Megalesia) и Флоры (Floralia).
Весьма возможно, что эдилы в городах латинских и италийских появились в связи с общественным культом, независимо от Рима; несомненно, однако, что общее распространение эдилитета в Лации и впоследствии по всей Италии вызвано было доминирующим положением Рима, может быть, специально для Лация даже особым распоряжением первенствующей общины. Такое распоряжение предполагает превращение эдилитета в магистратуру (что, возможно, имело место после 367 года до н. э.). Наши сведения об эдилах в муниципиях не идут дальше I века до н. э.: это, кроме некоторых упоминаний у авторов (преимущественно, у сатириков — Петрония и Апулея), муниципальные статуты и ряд муниципальных надписей. Из этого материала явствует, что муниципальные эдилы — сколок с государственных, за немногими исключениями, когда эдилы играют роль единственных магистратов или имеют специальную квалификацию. Совпадение функций эдилов в романских странах и эллинских агораномов доказывает, что самое развитие эдилитета как магистратуры состоялось по образцу греческой агораномии. Эдилы в муниципиях составляют либо особую коллегию, либо часть коллегии кваттуорвиров; по рангу они ниже муниципальных консулов-дуумвиров; выбираются они так же, как и дуовиры, и, как они, входят после исполнения магистратуры в состав муниципальной курии. Квалификация для выбора та же, что и для звания декуриона. Инсигнии муниципальных эдилов совпадают с инсигниями эдилов курульных. Компетенция эдилов та же, что в Риме: забота о городе, об анноне (торговле) и об играх. Как средства в их руках — коэрциция и юдикация, последняя — в спорах, цена которых не превышает 1 000 сестерциев. В области cura urbis им принадлежит надзор за городскими натуральными повинностями и заведование строящимися зданиями, в области cura annonae — надзор за свободным трудом, за уплатой рабочей платы и за исполнением рабочими своих обязательств. Подобно муниципальному, возникает эдилитет и в квазимуниципальных организациях (округ vici, деревня pagi, посёлок (канаба, canabae)), и в коллегиях, и в других корпоративных единицах.